# Colibri d'Elliot
Selasphorus ellioti
Espèce
Statut de conservation UICN

 LC  : Préoccupation mineure
Statut CITES
Le Colibri d'Elliot (Selasphorus ellioti), est une espèce de colibris de la sous-famille des Trochilinae et de la tribu des Mellisugini.
Son nom est attribué à l'ornithologue américain Daniel Giraud Elliot (1835–1915).

## Distribution
Le Colibri d'Elliot vit à travers les montagnes du sud du Mexique, du Guatemala, du Honduras et du Salvador.

Carte de répartition de l'espèce

## Référence
(en) « Neotropical Birds Online », Cornell Lab of Ornithology, 25 juillet 2011